# Borda del Cisquet
La Borda del Cisquet, o del Sisquet, és una borda del terme municipal de Tremp, a l'antic terme de Gurp de la Conca, al Pallars Jussà. Està situada a la part nord-oriental del terme, a lo Cap de Terme, al límit amb Talarn. És al sud-oest de l'Acadèmia General Bàsica de Suboficials, a l'esquerra del barranc de Tendrui.